# La marxa dels quaranta mil
La marcia dei quarantamila, la marxa dels quaranta mil o quaranta mil quadres FIAT va ser una manifestació antisindical celebrada a Torí el 14 d'octubre de 1980.
Milers d'empleats i executius de la FIAT van desfilar pels carrers de la capital piemontesa en protesta contra el piquet que els havia impedit l'entrada a la fàbrica durant 35 dies. La manifestació va tenir l'efecte directe d'empènyer el sindicat a tancar la disputa amb un acord a favor de FIAT. Es coneix convencionalment com l'inici d'un canvi radical en les relacions entre les grans empreses i els sindicats del país.
Retrospectivament, la marxa es veu com l'inici de la fractura d'unitat entre els assalariats de classe mitjana (els anomenats treballadors de coll blanc) i els de la cadena de muntatge (o monos blaus).

## Context històric
El 8 de maig de 1980, dos dies després que Vittorio Merloni prengués el càrrec al capdavant de Confindustria, FIAT, en crisi, va proposar acomiadaments per a 78 000 treballadors durant 8 dies.
El 31 de juliol, Umberto Agnelli va dimitir com a conseller delegat de l' empresa, deixant només Cesare Romiti al despatx. Aquest últim va ser el líder de la línia antisindical, que ja es va mostrar l'estiu de l'any anterior i que va culminar el 9 d'octubre de 1979 amb l'acomiadament de 61 treballadors sospitosos de contigüitat amb el terrorisme i acusats –en gran part sense cap fonament–. ja que en general només es van imposar quatre sentències contra aquests treballadors: per violència a la fàbrica.

## Els esdeveniments
El 5 de setembre de 1980, va registrar un nou capítol de la crisi entre l'empresa i el sindicat quan la FIAT va predir comissionar acomiadaments de 24 000 empleats (22 000 dels quals treballadors) durant 18 mesos.

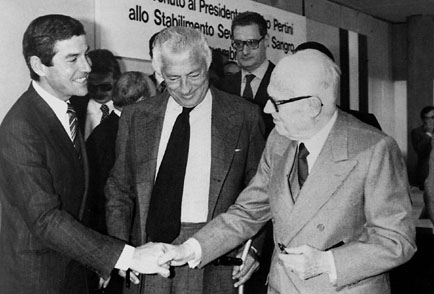
Gianni Agnelli amb l'aleshores president de la república Sandro Pertini ; darrere d'ells Cesare Romiti

Després de gairebé una setmana de negociacions difícils la companyia va anunciar l'11 de setembre 14 469 acomiadaments.
El comitè d'empresa, en resposta a la decisió de l'empresa, va proclamar una vaga amb efectes immediats, seguida del bloqueig de les portes de Mirafiori i del piquet de les entrades.
El moment àlgid de la protesta va ser el matí del 26 de setembre quan Enrico Berlinguer, a Torí, per a una concentració que se suposava haver celebrat aquell vespre a la Piazza San Carlo, va expressar als vaguistes el ple suport del partit comunista italià i el seu compromís amb obligar el govern, en l'àmbit institucional, a declarar quina era la seva posició al respecte, permetent també assumir el suport polític en cas que el comitè d'empresa hagués decidit ocupar els llocs de producció. L'endemà, després de la caiguda del govern de Cossiga II i la manca d'un interlocutor institucional, la FIAT va suspendre els procediments d'acomiadament i va acordar amb els sindicats confederals l' 24 000 empleats i la gent gran deixa la feina a jubilació anticipada.
El 30 de setembre, FIAT va lliurar els avisos d'acomiadaments en acomiadaments ordinaris a zero hores fins al 31 de desembre següent a 22 884 treballadors repartits per totes les fàbriques del país; els sindicats van contestar el fet que els procediments de destitució i acomiadament estaven dirigits en gran part als delegats dels comitès d'empresa i van amenaçar amb una vaga general, mentre alguns representants institucionals de les autoritats locals van demanar a FIAT que es retirés de la seva decisió. Durant el piquet a Mirafiori, un capatàs, Vincenzo Bonsignore, de 48 anys, en un intent de forçar el bloqueig, va patir un atac de cor i va morir al moment.
El 14 d'octubre, el 35è dia consecutiu de mobilització, un grup d'executius i empleats de FIAT liderats informalment pel capatàs Louis Arisio es van reunir al teatre Nuovo a la reunió i van decidir després marxar pels carrers alçant pancartes amb consignes com, entre d'altres, "el treball es defensa treballant" i "volem negociacions, no la mort de Fiat". Molta altra gent es va unir al grup pel camí. L'abast numèric de la manifestació mai no es va aclarir amb precisió, definit en termes incerts com a "antisindical" per la Unitat: segons el mateix Arisio, els manifestants haurien estat com a màxim trenta mil (per a la policia i deixant no més de 12 000), però, tenint l'aleshores secretari de la CGIL, Luciano Lama, va parlar de "quaranta mil" contra-manifestants, la FIAT i els organitzadors de la marxa van considerar convenient no contestar la veracitat d'un número que provenia de la contrapart i que posteriorment passà al llenguatge periodístic donant lloc a la definició de "marxa dels quaranta mil".

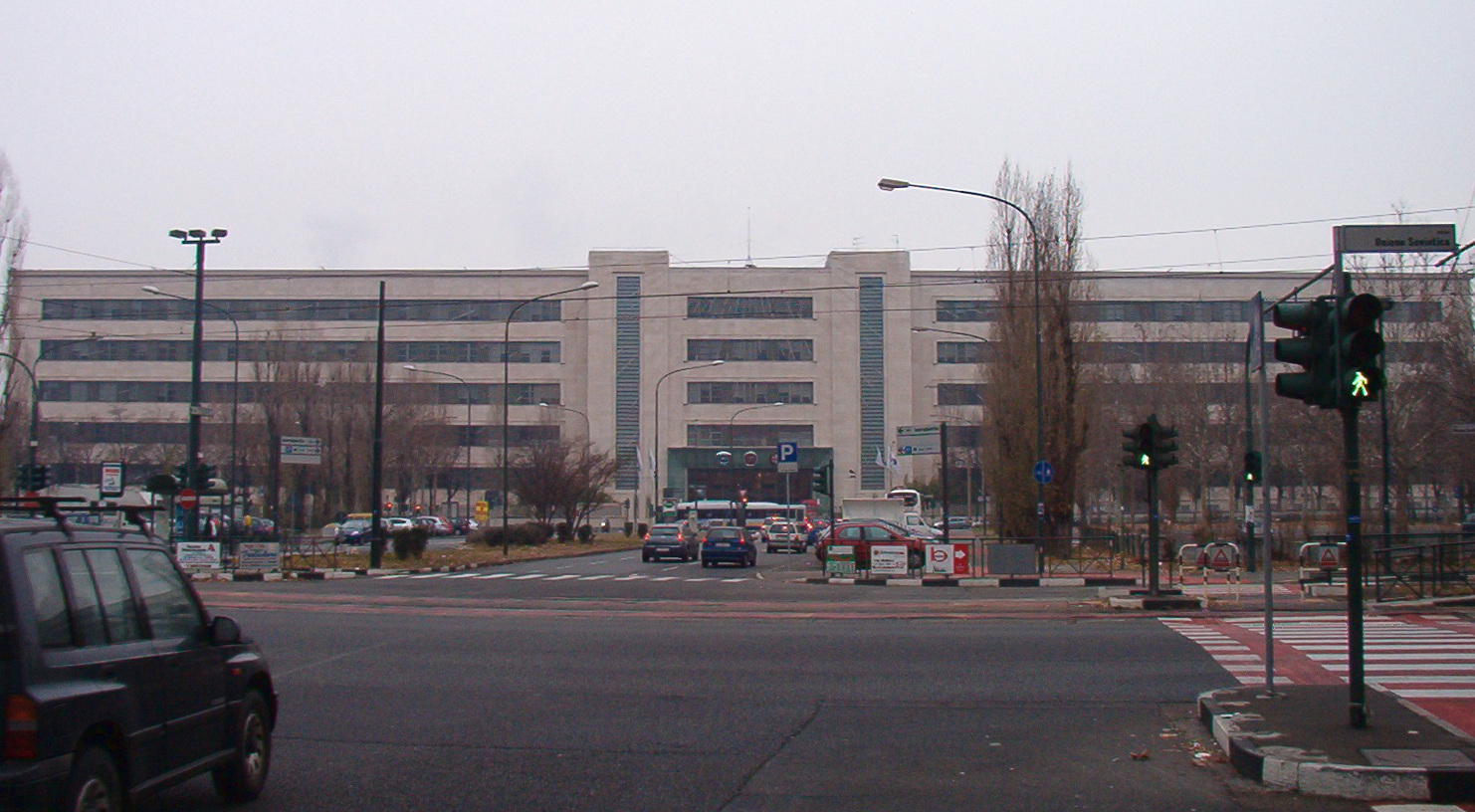
La planta de Fiat Mirafiori el 2007

Més enllà del nombre de manifestants, però, la marxa va tenir l'efecte d'imprimir un gir inesperat en les negociacions i els sindicats confederals van arribar a un compromís tres dies després amb el qual FIAT va retirar els acomiadaments però va mantenir la integració de diners a zero hores durant el vint-i-dos mil treballadors. La línia dura mantinguda pel conseller delegat Romiti també va reforçar la posició del màxim executiu al capdavant del grup.
L'historiador Nicola Tranfaglia, gairebé trenta anys després de l'esdeveniment, en subratllar tant els errors estratègics del sindicat com del PCI en la gestió de la lluita, va desafiar la tesi de la inevitabilitat dels acomiadaments massius, justificada per Cesare Romiti com a única mesura contra la fallida empresarial, ja que malgrat el recurs a la sortida dels empleats (tant per acomiadament com per acomiadaments), per a la reorganització FIAT va recórrer al suport dels bancs que posteriorment van imposar la reducció i la transformació corporativa substancial.
El 1983, Arisio, a invitació de Giovanni Spadolini, es presentà a la Cambra a la IX legislatura pel Partit Republicà, recollint 14 000 preferències obtingudes també gràcies al suport de Susanna Agnelli i sent elegida; re-nominat el 1987 no va assolir un nombre suficient de preferències i no va ser reelegit.
Durant tota la dècada següent, ja no hi va haver manifestacions sindicals a Torí de magnitud comparable a les que van tenir lloc a la tardor del 1980. La primera gran demanda massiva va ser el 2 de febrer de 1994, quan entre trenta i seixanta mil persones, entre treballadors, quadres, estudiants i ciutadans ordinaris, van protestar contra la decisió de FIAT de promoure una nova onada de milers d'acomiadaments, inclosos 3 800 empleats, diversos dels quals, individualment, havien aparegut al costat de la companyia més de tretze anys abans a les files dels quaranta mil. Els dos fills d'Arisio, un dels quals treballaven a Fiat Powertrain i l'altre a Comau trobaven entre els acomiadaments de les empreses del grup FIAT.

## Cultura de masses
Diverses obres van inspirar la marxa dels quaranta mil i els esdeveniments socials que van caracteritzar el període en què va tenir lloc, inclosa la pel·lícula Signorina Effe de 2008, dirigida per Wilma Labate, i l'episodi L'enginyer de la minisèrie de televisió The broken years del 2014.

## Publicacions sobre el tema
- Alberto Baldissera. La svolta dei quarantamila. Dai quadri Fiat ai Cobas.  Edizioni di Comunità, 1988. ISBN 88-245-0406-X.
- Tommaso Giglio. La classe operaia va all'inferno. I quarantamila di Torino.  Sperling & Kupfer, 1981. ISBN 88-200-0171-3.
- Piero Perotti; Marco Revelli. FIAT autunno 80. Per non dimenticare. Immagini e documenti di una lotta operaia.  Centro di ricerca e iniziativa comunista, 1986 (Quaderni del Cric).
- Gian Mario Bravo. I cassintegrati FIAT. Gli uomini, la storia, gli ambienti, le fonti documentarie.  Tirrenia-Stampatori, 1989. ISBN 88-7763-191-0.
- Luigi Arisio. Vita da capi. L’altra faccia di una grande fabbrica.  Etas, 1990. ISBN 88-453-0411-6.
- Coordinamento cassintegrati Torino. L’altra faccia della FIAT. I protagonisti raccontano.  erre emme, 1990. ISBN 88-85378-17-X.
- Bonaventura Alfano. Confronto al lingotto. I 35 giorni alla FIAT 15 anni dopo. Atti della Tavola rotonda.  Meta, 1996. ISBN 88-86541-01-5.
- Gabriele Polo; Claudio Sabattini. Restaurazione italiana. FIAT, la sconfitta operaia dell'autunno 1980. Alle origini della controrivoluzione liberista.  Manifesto libri, 2000. ISBN 88-7285-220-X.
- Luca Ponzi. Il giorno dei colletti bianchi.  Daniela Piazza, 2010. ISBN 88-7889-241-6.

## Nota
1. ↑  (Revelli: 1989 p. 63)
2. ↑  Salvatore Tropea «Il giorno dei quarantamila». la Repubblica, 14 ottobre 1990.
3. 1 2  Giorgio Dell'Arti. «Luigi Arisio».  Rizzoli-Corriere della Sera, 22-09-2015. Arxivat de l'original el 2017-08-25. [Consulta: 8 març 2021].
4. 1 2 3 4  (37 giorni)
5. ↑  Michele Costa «Grave misura Fiat: cassa integrazione per 78 mila» (PDF). l'Unità, 9 maggio 1980 [Consulta: 8 març 2021]. Arxivat 2015-12-16 a Wayback Machine. «Còpia arxivada». Arxivat de l'original el 2015-12-16. [Consulta: 8 març 2021].
6. ↑  Michele Costa «Clamorosa crisi al vertice Fiat» (PDF). l'Unità [Consulta: sì].
7. ↑  (Baral pàg. 18-19)
8. ↑  Salvatore Tropea «E l'esercito di Romiti marciò sul sindacato». la Repubblica.
9. ↑  Massimo Cavallini «61 licenziamenti alla Fiat con un’oscura motivazione». l'Unità [Consulta: sì].
10. 1 2  Nicola Borzi. «Romiti, un ingombrante “primo ministro”». Arxivat de l'original el 22 dicembre 2015.
11. ↑  Bruno Ugolini «Cassa integrazione per 22 mila operai della FIAT» (PDF). l'Unità [Consulta: sì].
12. ↑   «La FIAT sceglie la linea dura» (PDF). l'Unità [Consulta: sì].
13. ↑   «Partono 14 mila licenziamenti» (PDF). l'Unità [Consulta: sì].
14. ↑  Bruno Ugolini «Berlinguer fra gli operai Fiat» (PDF). l'Unità [Consulta: sì].
15. ↑   «Sospesi i licenziamenti Fiat. È un primo grande successo» (PDF). l'Unità [Consulta: sì].
16. 1 2 3  Stefano Lorenzetto «Arisio: “Sono pronto a replicare la marcia dei 40mila alla Fiat di Pomigliano”». il Giornale, 4 luglio 2010.
17. 1 2   «Quei 40 mila che cambiarono l'Italia». il Foglio, 14 ottobre 2015. Arxivat 2015-10-29 a Wayback Machine. «Còpia arxivada». Arxivat de l'original el 2015-10-29. [Consulta: 8 març 2021].
18. ↑  Marcello Villari «Fiat: ore decisive. Stretta per le trattative» (PDF). l'Unità, 15 ottobre 1980 [Consulta: 8 març 2021]. Arxivat 2015-12-16 a Wayback Machine. «Còpia arxivada». Arxivat de l'original el 2015-12-16. [Consulta: 8 març 2021].
19. ↑  Marcello Villari «Fiat: firmato l'accordo al ministero del Lavoro fra sindacati e azienda» (PDF). l'Unità [Consulta: 8 març 2021]. Arxivat 2015-12-16 a Wayback Machine. «Còpia arxivada». Arxivat de l'original el 2015-12-16. [Consulta: 8 març 2021].
20. 1 2  Nicola Tranfaglia. «La signorina effe», 15-01-2008. Arxivat de l'original el 10 ottobre 2010.
21. ↑  Enrico Caiano ««Mi domandò: “Ma eravate davvero quarantamila?”»». Corriere della Sera, 26-01-2003 [Consulta: sì].
22. ↑  Salvatore Tropea «La disfatta di PLI e PSDI». la Repubblica, 17 giugno 1987.
23. ↑  Riccardo de Gennaro «Torino, cinquantamila “no” alla Fiat». la Repubblica.
24. ↑   «Un braccio di ferro lungo 5 mesi». la Repubblica.
25. ↑  Michele Costa ««Io, l'inutile colletto bianco»» (PDF). l'Unità [Consulta: sì].
26. ↑  Giampaolo Cerri «Ho superato la Fiat. Come vivere senza Mirafiori». Vita.